# Petit hôtel de Mesmes
Le petit hôtel de Mesmes  est une dépendance détachée  en 1767 de l'hôtel de Mesmes dont l'entrée principale était située rue Sainte-Avoye, actuellement 62 rue du Temple.

## Histoire
Le bâtiment du 7 rue de Braque était une dépendance de l’hôtel de Mesmes construit au milieu du XVIe siècle pour le connétable de France Anne de Montmorency (1492-1567), puis propriété de la famille de Mesmes de 1634 à 1780, réaménagé en 1704 et démoli en grande partie en 1828 pour le percement de la rue Rambuteau et la création d’un lotissement autour du passage Sainte-Avoie.
Cette annexe est détachée du grand hôtel en 1767 et vendue à Guillaume Reynal, payeur des rentes de la ville de Paris.
Il fut la résidence en 1776 de Charles comte de Vergennes, ministre des Affaires étrangères de Louis XVI, intendant général des finances et neveu du ministre de Louis XVI qui fit reconnaître par les Anglais l’indépendance des États-Unis, après avoir aidé secrètement les insurgés et ceux qui les aidaient, comme La Fayette ou Beaumarchais. Il y a accueilli Benjamin Franklin lors de la période de la signature de l'Indépendance des États-Unis
Avant sa restauration l’hôtel était  très dégradé au XIXe siècle avec adjonction de bâtiments parasites dans la cour.
Pendant la majeure partie du XXè siècle, le petit hôtel de Mesmes a été la propriété de la famille Bergeron. À la fin du XIXe siècle, Léon Bergeron, passionné par le cartonnage, crée en plein cœur de Paris un atelier artisanal spécialisé dans l’emballage. Dès les premières heures, il s’oriente vers une clientèle de confiseurs. Bientôt, le tout Paris de la profession se fournira chez Bergeron. La production de luxe sera faite sur place jusqu'à la fin des années 70.

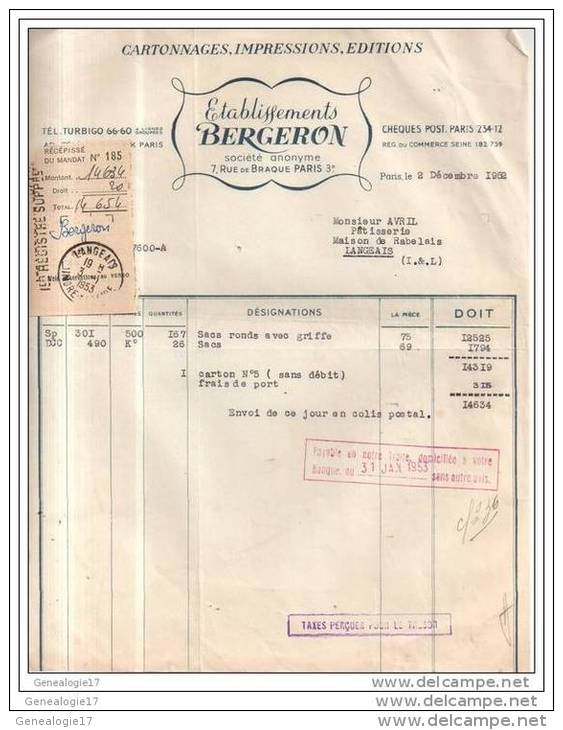
facture Etablissements Bergeron - archives familiales

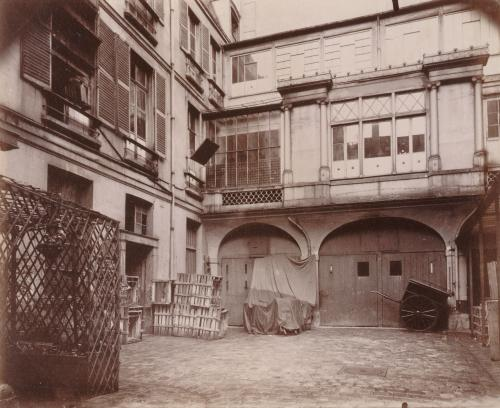
La cour vers 1900  photo Eugène Atget
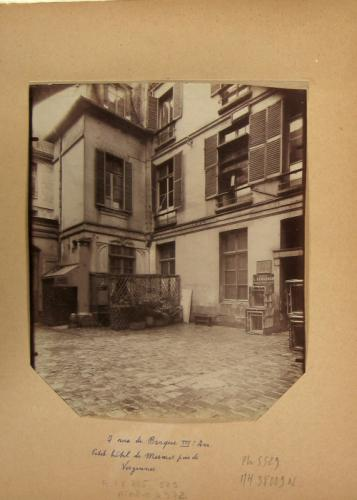
La cour fin 19è siècle photo Eugène Atget
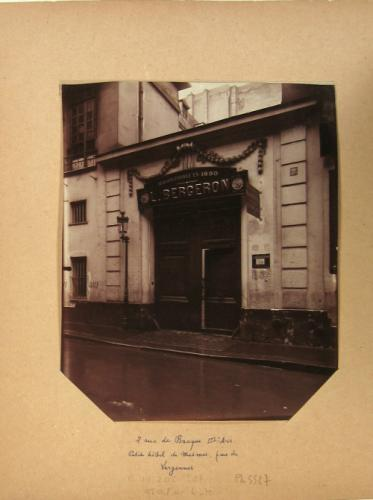
Portail vers 1900 photo Eugène Atget

## Architecture
L’ensemble très restauré et divisé en appartements comprend un bâtiment en fond de cour avec des arcades  en anse de panier et de deux ailes reliées par un portail Louis XVI surmonté d’une agrafe. Des colonnes doriques cannelées se dressent dans la cour de part et d’autre de l’entrée.
La porte a été remplacée par une grille. Les étages du bâtiment du fond dateraient de la restauration, l’état d’origine étant limité au rez-de-chaussée surmonté d’une terrasse

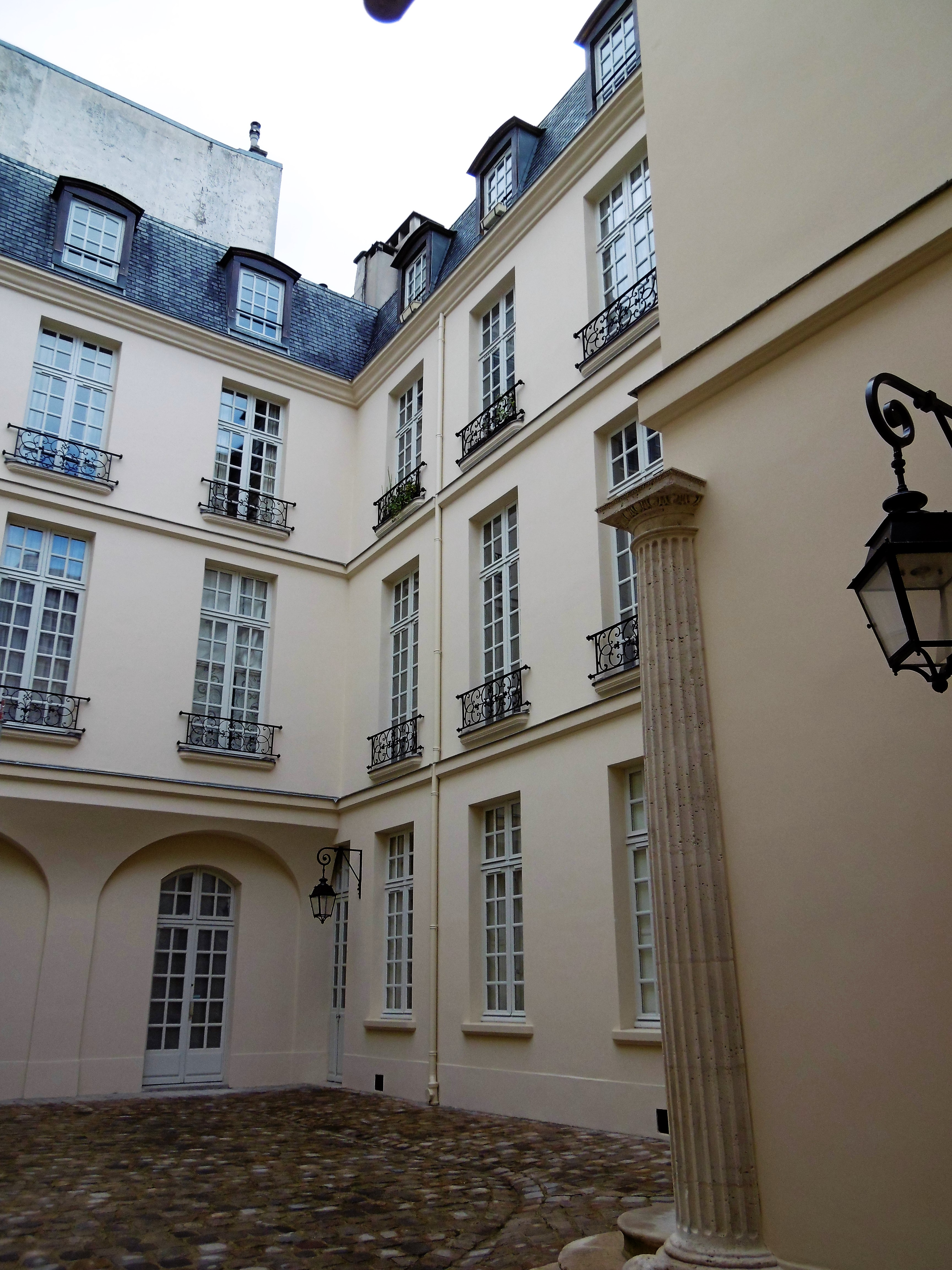
Aile droite
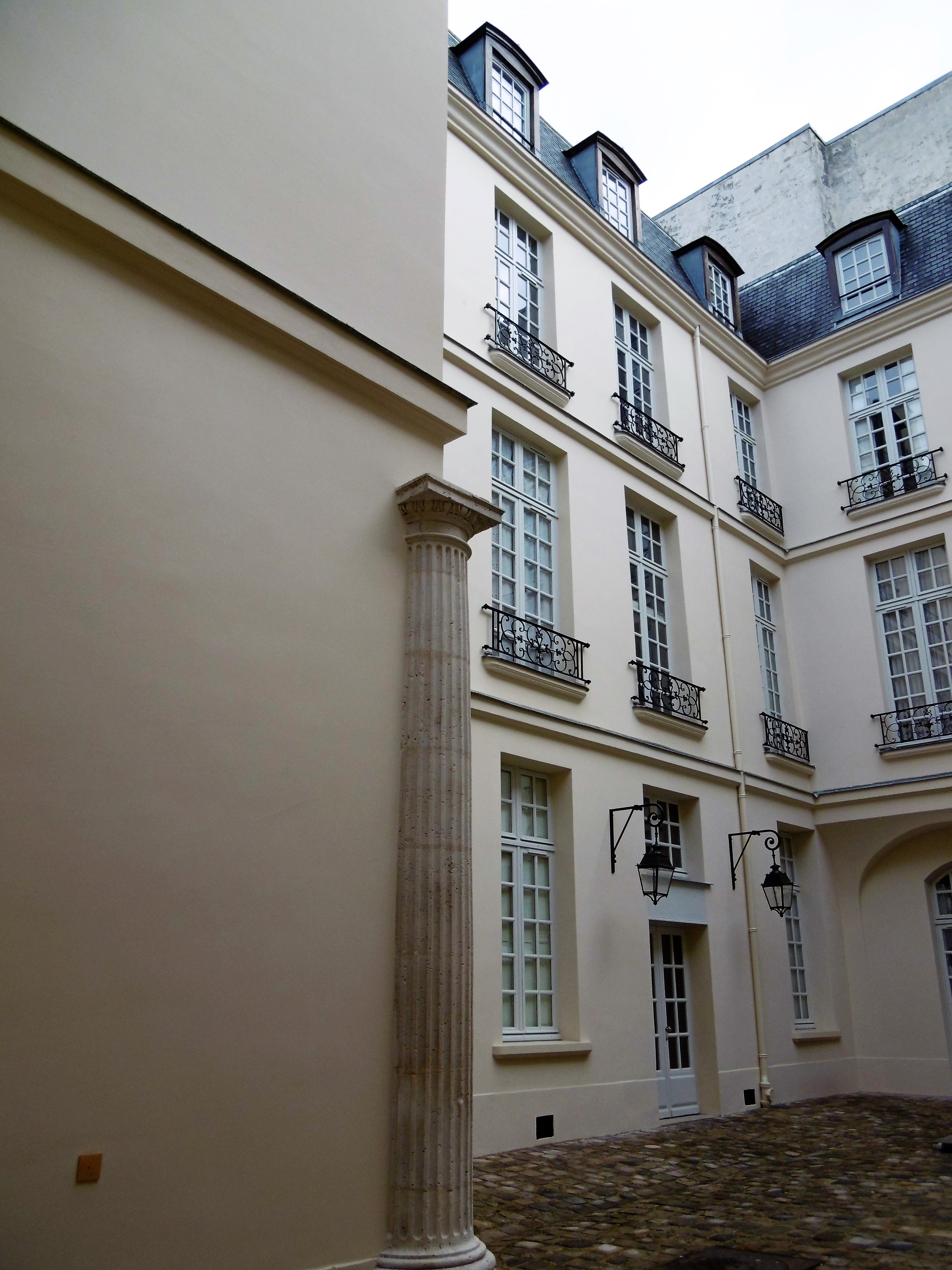
Aile gauche
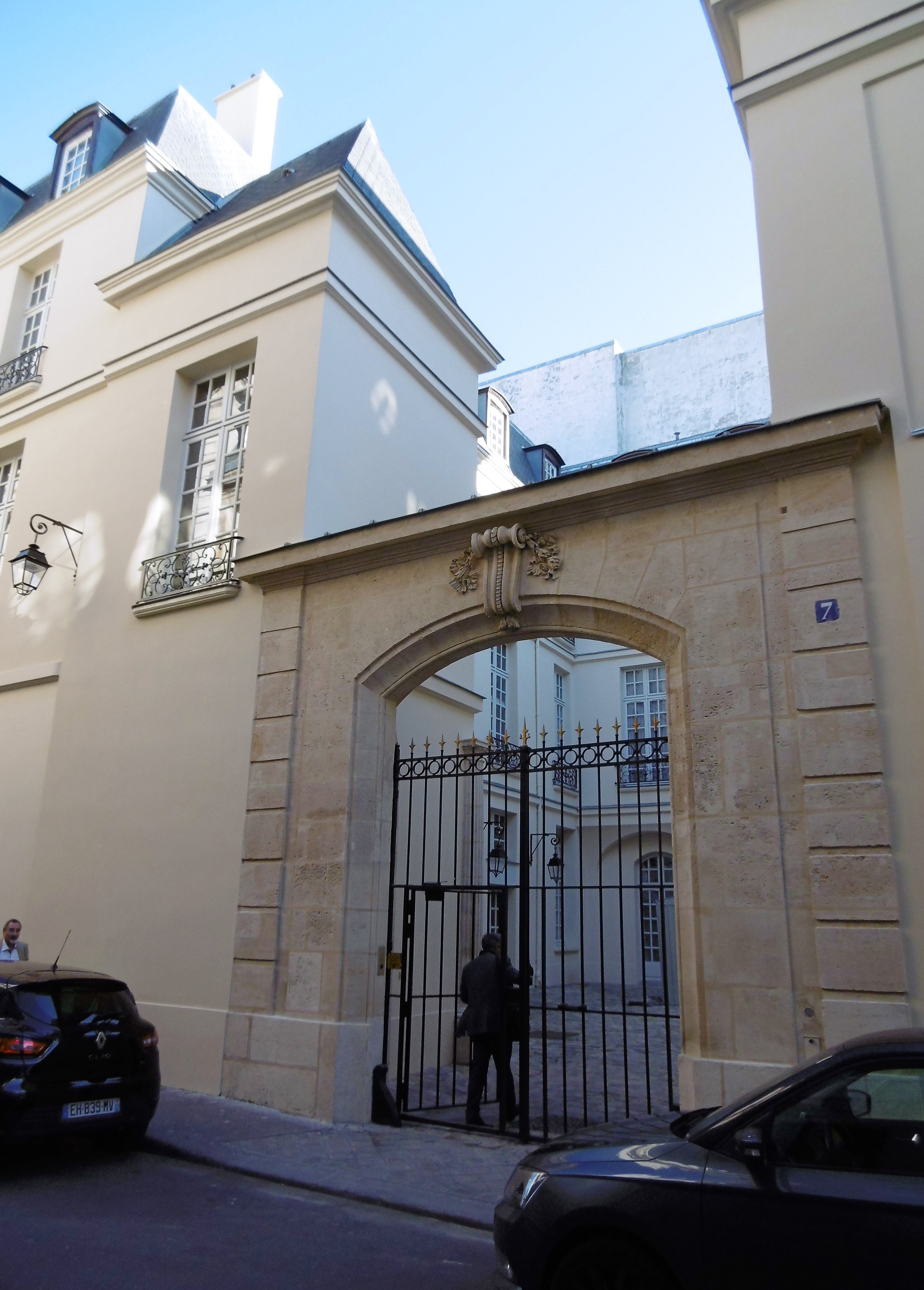
Portail